# Peter Kaehlitz
Peter Kaehlitz (né le 6 octobre 1959 à l'époque en Allemagne de l'Est et aujourd'hui en Allemagne) est un footballeur allemand (à l'époque est-allemand) qui évoluait au poste d'attaquant.

## Biographie
Peter Kaehlitz joue principalement en faveur du Dynamo Fürstenwalde et du Dynamo Berlin.
Il joue une rencontre en Coupe d'Europe des clubs champions.

## Palmarès
| Dynamo Fürstenwalde - Championnat de RDA D2 : - Vice-champion : 1988-89. - Meilleur buteur : 1981-82 (22 buts), 1984-85 (25 buts) et 1988-89 (21 buts). |  | Dynamo Berlin - Championnat de RDA (3) : - Champion : 1985-86, 1986-87 et 1987-88. - Coupe de RDA (1) : - Vainqueur : 1987-88. |  | Hertha Berlin - Coupe d'Allemagne : - Finaliste : 1992-93. |